# 等覚寺 (鎌倉市)
等覚寺（とうがくじ）は、神奈川県鎌倉市梶原にある真言宗の寺院。

## 歴史
寺伝によると応永年間、秀恵僧都による創建とされる。元は青蓮寺の末寺であったが、現在は高野山寳壽院の末寺である。
明治6年 （1873年）には境内に「訓蒙学舎」が建てられ、明治8年 （1875年）に「梶原学校」と改められた。この学校は現在、深沢小学校に続いている。
かつては御霊神社の東隣にあったが、深沢中学校の建設により移転した。

## 特別緑地保全地区
等覚寺は特別緑地保全地区に指定されている（2012年8月1日指定、面積1.8ヘクタール）。